# 14/88
14/88 ili 1488 (ponekad i 8814, 88/14) numerološka je kombinacija brojeva koja je u širokoj uporabi među neonacistima. Broj se može vidjeti na majicama, u imenima krajnje-desničarskih glazbenih sastava, kao i na internetu, u nadimcima i adresama e-pošte neonacista. Također se koristi i kao pozdrav, gdje se uglavnom koristi ili samo broj četrnaest ili osamdeset i osam.
Broj 14 označava slogan od četrnaest riječi na engleskom jeziku: We must secure the existence of our people and a future for white children (hrv. „Moramo osigurati budućnost naših ljudi i budućnost za bijelu djecu”), kojega je osmislio David Lane, pripadnik rasističke organizacije The Order. 
Broj 88 pak označava izraz „Heil Hitler” time što broj 8 stoji za osmo slovo engleske abecede – H.